# الغارة الجوية على دمشق (أغسطس 2019)
الغارة الجويّة على دمشق 2019 هي غارة جويّة نفذتها القوات الجوية الإسرائيلية على أهداف في ريف العاصمة السورية دمشق في ساعة متأخرة من مساء يوم الأحد الموافق 24 أغسطس. وزعم الجيش الإسرائيلي أنها كانت لمنع قوة إيرانية من شن «هجوم وشيك جدا» على إسرائيل. 
وقال اللفتنانت كولونيل جوناثان كونريكوس، الناطق بلسان الجيش الإسرائيلي، أن الجيش الإسرائيلي كان يراقب المخطط الإيراني منذ بضعة أشهر، وأن قوات الحرس الثوري الإيراني كانت تخطط لإرسال طائرات هجومية مسيرة محملة بالمتفجرات إلى إسرائيل. وادعى أن الإيرانيين حاولوا في البداية وضع الخطة موضع التنفيذ يوم الخميس. بينما نفى حسن نصر الله زعيم حزب الله المزاعم الإسرائيلية باستهداف قوات إيرانية مبيّنًا أن الغارة أدّت إلى قتل جنديين من قوات الحزب المتواجدة في سوريا.
لكن لم يصدر عن إيران أي رد فعل فوري.

## الحادث
وفقًا لتقرير الجيش السوري الصادر عن وكالة سانا الرسمية للأنباء، في تمام الساعة 23.30 تم اكتشاف أهدافا معادية قادمة من فوق الجولان باتجاه محيط دمشق. ووفقًا للمواقع الإلكترونية التابعة لالجيش الإسرائيلي تم استهداف بلدة عقربا جنوب شرق دمشق، وهي قريبة من مطار دمشق الدولي.
ونتيجة للغارة، وُضعت العديد من وحدات الاستخبارات العسكرية، وأسراب القوات الجوية، ووحدات الدفاع الجوي في حالة تأهب قصوى. وقام الجيش الإسرائيلي بنشر أنظمة الدفاع الجوي في شمال إسرائيل تحسباً لأي هجوم انتقامي.
أعلن التلفزيون الحكومي السوري، عن تصدي الجيش السوري للأهداف المعادية على دمشق، وذكر أنه «تم تدمير غالبية الصواريخ الإسرائيلية المعادية قبل الوصول إلى أهدافها».
وذكر المرصد السوري لحقوق الإنسان، ومقره في بريطانيا، استهدفت عدة صواريخ المواقع التي تحتفظ بها القوات الأجنبية، بينما أسقطت القوات الجوية الصواريخ الأخرى.
منذ بداية الحرب في سوريا عام 2011، شنت إسرائيل مئات الضربات في سوريا، معظمها ضد ما تقوله أهداف إيرانية وحزب الله. كانت الاشتباكات المباشرة بين إسرائيل والقوات الإيرانية نادرة.

## لاحقًا
كشف المتحدث باسم حزب الله محمد عفيف، أن بعد يوم من الغارة الجوية الإسرائيلية على دمشق، تحطمت طائرتي استطلاع إسرائيليتين في ضاحية بيروت الجنوبية قرابة منتصف الليل، وألحقت أضرارا بالمركز الإعلامي التابع لحزب الله. وقال الجيش الإسرائيلي إنه لا يعلق على «تقارير أجنبية».

## رد فعل
قال رئيس الوزراء الإسرائيلي بنيامين نتانياهو على تويتر بعد تأكيده على الغارة الجوية أن «إيران ليس لها حصانة في أي مكان، قواتنا تعمل في كل اتجاه ضد العدوان الإيراني» و«إذا تقدم أحد لقتلك اقتله أولا».
وقال المتحدث باسم الجيش الإسرائيلي جوناثان كونريكوس أنه على الرغم من أن القوات الإيرانية شنت في عام 2018 ثلاث ضربات صاروخية على إسرائيل انطلاقا من سوريا، إلا أن استخدام طائرات مسيّرة «انتحارية» معدّة للانفجار عند بلوغها أهدافها يشكل «تكتيكا مختلفا» وجديدا.